# Ernst Wilms
Ernst Wilms, właściwie Georg Ernst Wilms (ur. 1866 w Hünshoven, zm. 1936 lub 2 stycznia 1938 w Düsseldorfie) – nadburmistrz Poznania i członek pruskiej Izby Panów.
Po zakończeniu studiów prawniczych w 1893 roku, został ławnikiem magistratu w Bonn. Od 1899 roku był ławnikiem w Düsseldorfie. W 1902 zorganizował, a następnie został dyrektorem Wystawy Przemysłu i Sztuki w Düsseldorfie.
Pod koniec lutego 1903, rada miejska większością głosów (42 głosy do 18) wybrała Wilmsa na stanowisko nadburmistrza Poznania. Został wybrany na 12 letnią kadencję. Wybór był możliwy dzięki ławnikom polskiego pochodzenia, których Wilms przekonał do siebie swoim katolicyzmem i tym że pochodził z zachodnich Niemiec. 15 kwietnia tego samego roku, wybór ten zatwierdził cesarz niemiecki. 5 maja został wprowadzony na stanowisko przez prezesa rejencji poznańskiej. W 1910 roku przegrał z Stanisławem Nowickim wybory do parlamentu niemieckiego, otrzymując 14249 głosów, gdy jego konkurent zebrał 20059.
Będąc członkiem Izby Panów zagłosował przeciwko ustawie wywłaszczeniowej kanclerza Bülowa, która była wymierzona w Polaków.
12 listopada 1918 na posiedzeniu Rady Robotniczej i Żołnierskiej wraz z udziałem władz miejskich, przewodniczący rady miejskiej Michales Placzek, poinformował zebranych o złożeniu urzędu przez nadburmistrza. Na jego miejsce wybrano Jarogniewa Drwęskiego. Na podjęcie takiej decyzji naciskał Komitet Obywatelski. Wilms, naczelny prezes rejencji i dowódca V korpusu armijnego zostali aresztowani i doprowadzeni do Hotelu Bazar.
12 czerwca 1934 odwiedził Poznań na zaproszenie Cyryla Ratajskiego.
Za jego czasów nastąpił znaczący rozwój Poznania. Jeżyce, Łazarz i Wilda zostały zurbanizowane w przeciągu 12 lat jego rządów. W 1910 roku dzięki Wilmsowi zorganizowano w mieście Wystawę Wschodnioniemiecką.

## Rodzina
Miał młodszą o 18 lat żonę Łucję, z którą miał szóstkę dzieci: Karolę, Georga (zmarł w 1916 i został pochowany na Cmentarzu św. Wojciecha), Kurta, Harolda, Gerda, Ernę.